# دانشنامه اساطیر جهان
دانشنامه اساطیر جهان کتابی از رکس وارنر با ترجمهٔ ابوالقاسم اسماعیل پور است که در سال ۱۳۸۶ منتشر و در مراسم کتاب سال جمهوری اسلامی ایران به‌عنوان کتاب برگزیده معرفی شد.